# Аура людини

Умовне зображення аури

А́ура люди́ни (також а́вра; грец. αυρα — віяння) — в низці східних релігій та езотеричних вірувань — чуттєвий прояв душі чи духу людини. Аура як символічне позначення особи поширена також в інших релігіях.

## У релігіях
Аура поширена в релігійному мистецтві для позначення божеств, святих чи просвітлених. Імовірно, традиція виділяти цих осіб таким чином походить від зображень божеств Сонця.
Уявлення про ауру як про реальний прояв душі чи духу людини (а не символічне зображення) притаманне передусім індуїзму. Кожна область розуму відображається іншим кольором аури. Наприклад, високий інтелект проявляється жовтим кольором, а любов — бузковим. Залежно від рівня духовного розвитку переважають ті чи інші емоції, змінюючи кольори аури. На певному рівні людина здобуває здатність бачити аури інших людей.

## В езотериці
Аура часто описується в езотеричних ученнях як сяйво, що начебто спостерігається навколо голови чи всього тіла. Їх апологети вважають ауру ознакою особливої містичної сили чи відображенням емоційного й фізіологічного стану. В езотеричній літературі ауру описують як сяйливу овальна оболонку тіла, видиму лише при надчуттєвому сприйнятті. Поширені практики «очистки аури», що мають своїм корінням індуїзм, при яких баланс кольорів аури начебто змінюється шляхом контролю емоцій та візуалізацією випромінювання чакр, що змінює стан людини.
Поширене уявлення, що всі об'єкти і всі живі істоти мають ауру, котра відображає їхній внутрішній стан. Часто її сприйняття пов'язують з так званим третім оком в індуїстській духовності. Багато авторів надають увагу різним кольорам аури людини.
У парапсихології і духовній практиці, аура уявляється полем «тонкого», світлового випромінювання, що оточує людину або об'єкт, як німб або ореол в релігійному мистецтві. Часто сприйняття аури людини пов'язують з синестезією.

## В музиці

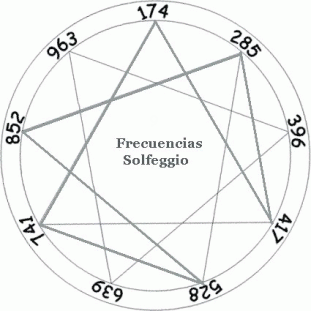
Схема частот піднесення

У середині 1970х років доктором Джозефом Пулео та Леонардом Горовіцем під час вивчення старовинних релігійних текстів, передусім Біблії, за їх словами були заново відкриті так звані 6 частот Сольфеджіо, або частот піднесення : 396 Гц, 417 Гц, 528 Гц, 639 Гц, 741 Гц, 852 Гц (деякі дослідники окрім шести основних окремо виділяють три додаткових - 174 Гц, 285 Гц та 963 Гц) коливання яких згідно заявам Пулео та Горовіца співпадають з коливаннями чакр людини, таким чином прослуховування музики з цими частотами допомагає посилити ауру та вилікувати людський організм .

## Наукова критика

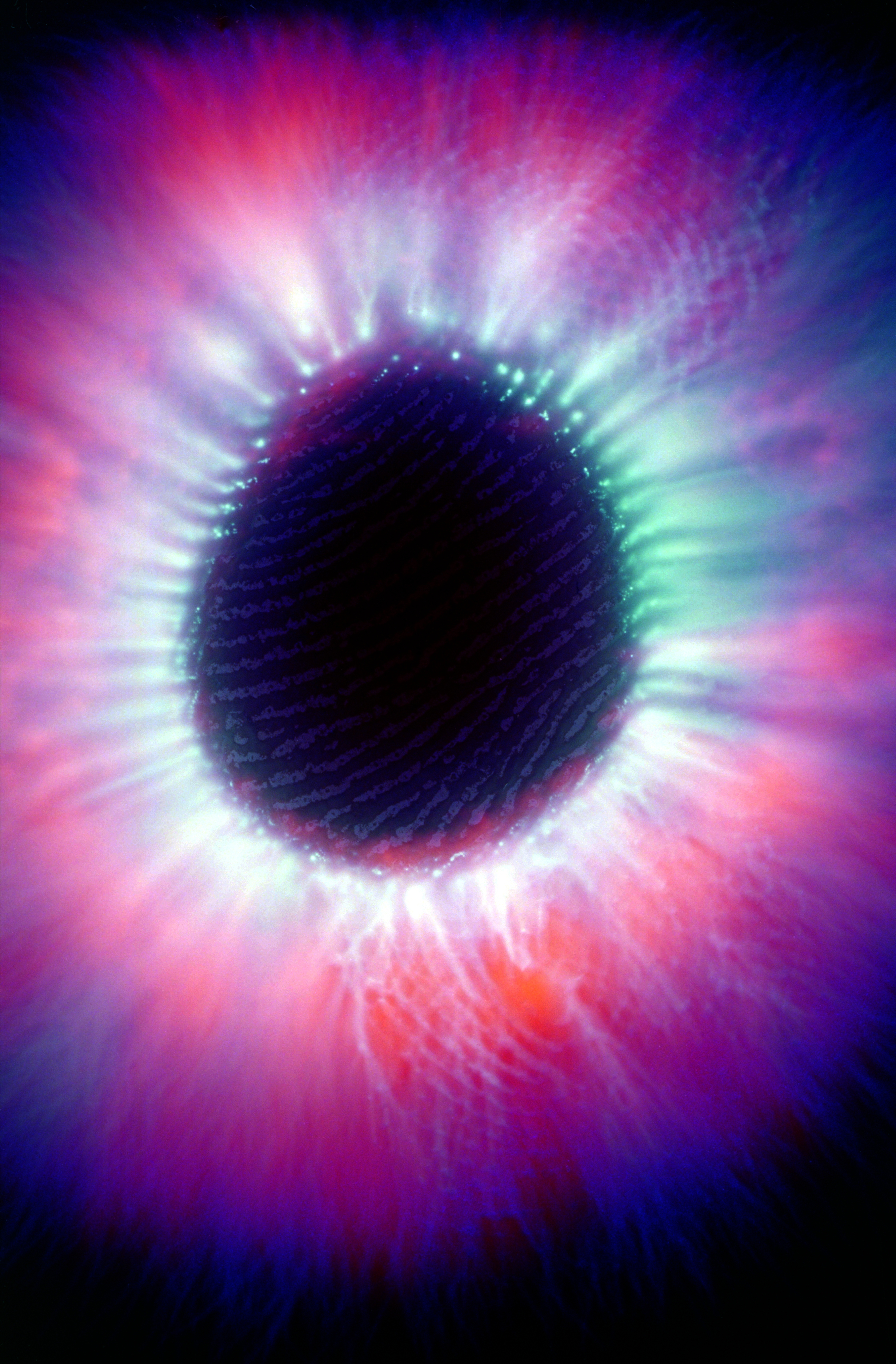
Ефект Кіріліана навколо пучки пальця

Об'єктивне існування аури не підтверджене жодним науковим дослідженням. Цей термін використовується лише в неврології у значенні галюцинацій, що передують нападам мігрені чи епілепсії.
Часто за виявлення аури сприймається ефект Кіріліана — електричні розряди, що виникають в повітрі навколо об'єктів, поміщених у високочастотне електричне поле при проведенні крізь них струму. Сам Семен Кіріліан, проводячи досліди з фотографуванням розрядів, помітив, що розірваний листок рослини лишав на фотоплівці відбиток розрядів, які повторювали форму цілого листка. Проте його висновки щодо збереження електричним полем інформації про цілий організм виявилися хибними. Цілий листок, що лежав на плівці, лишав на ній вологий слід, який і проводив струм. Фактично ефект Кіріліана на людині може вказувати лише на зміни електропровідності шкіри, залежно від її зволоження.
З метою обману шарлатанами нерідко застосовуються комп'ютерні програми, що генерують зображення аури різних кольорів нібито діагностуючи за ними хвороби. Так, в одному з викриттів подібного шарлатанства прилад дав однакові результати вимірювань покладеної на нього долоні та шматка ковбаси.

## Галерея

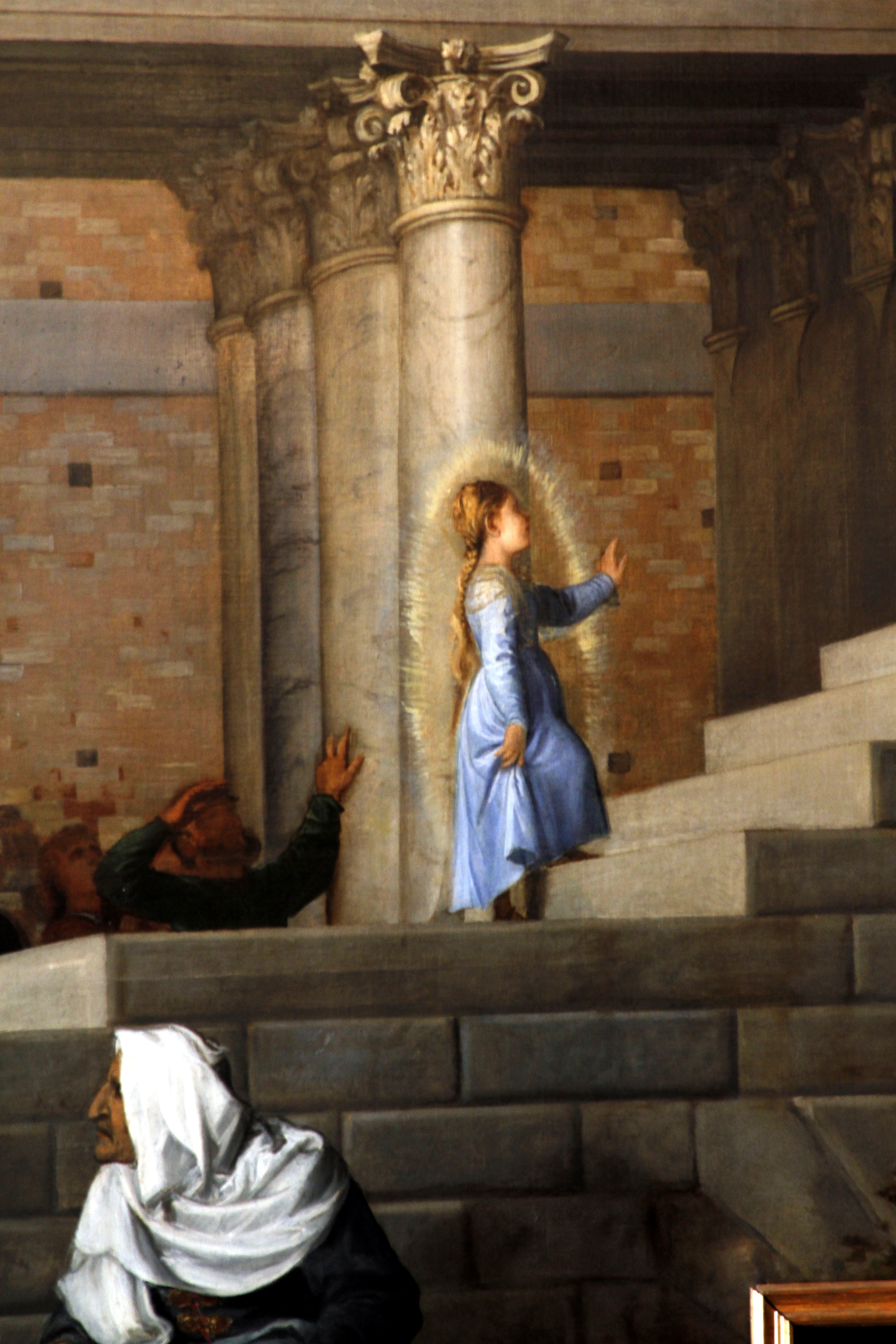
Введення в Храм Пресвятої Діви Марії. Фрагмент картини Тиціана, 1534—1538 рр.
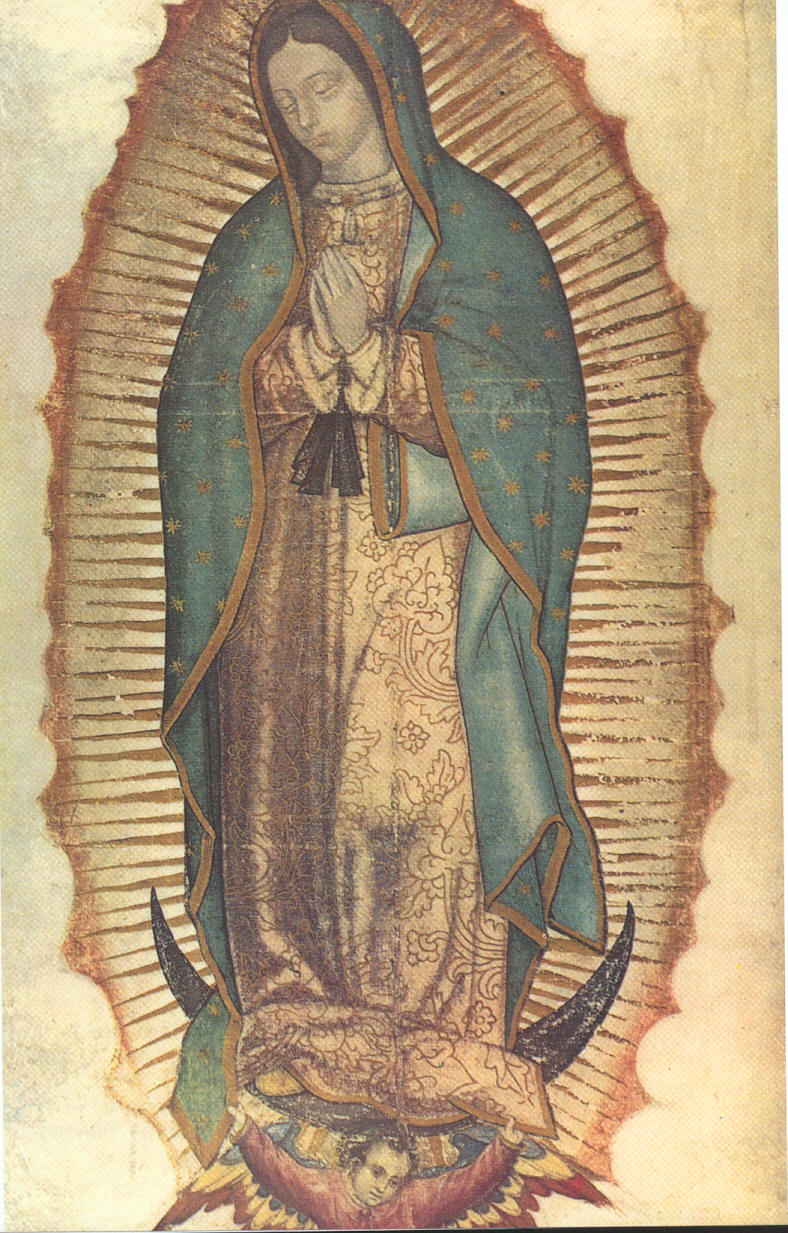
Діва Марія Гваделупська, 1531 р.
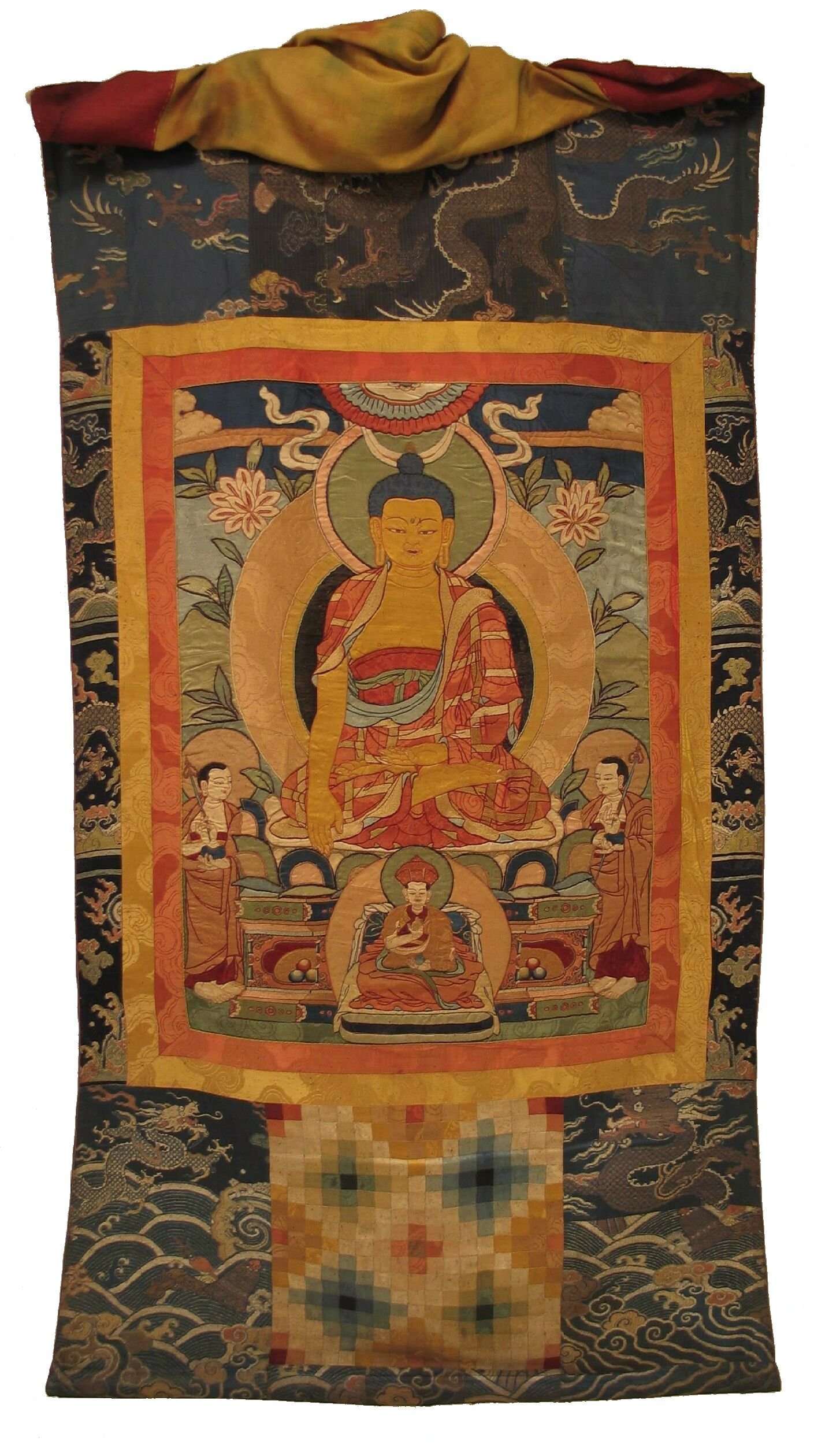
Стилизована аура, яка оточує фігуру Будди, XIX ст.